# Туризм в Хакасии

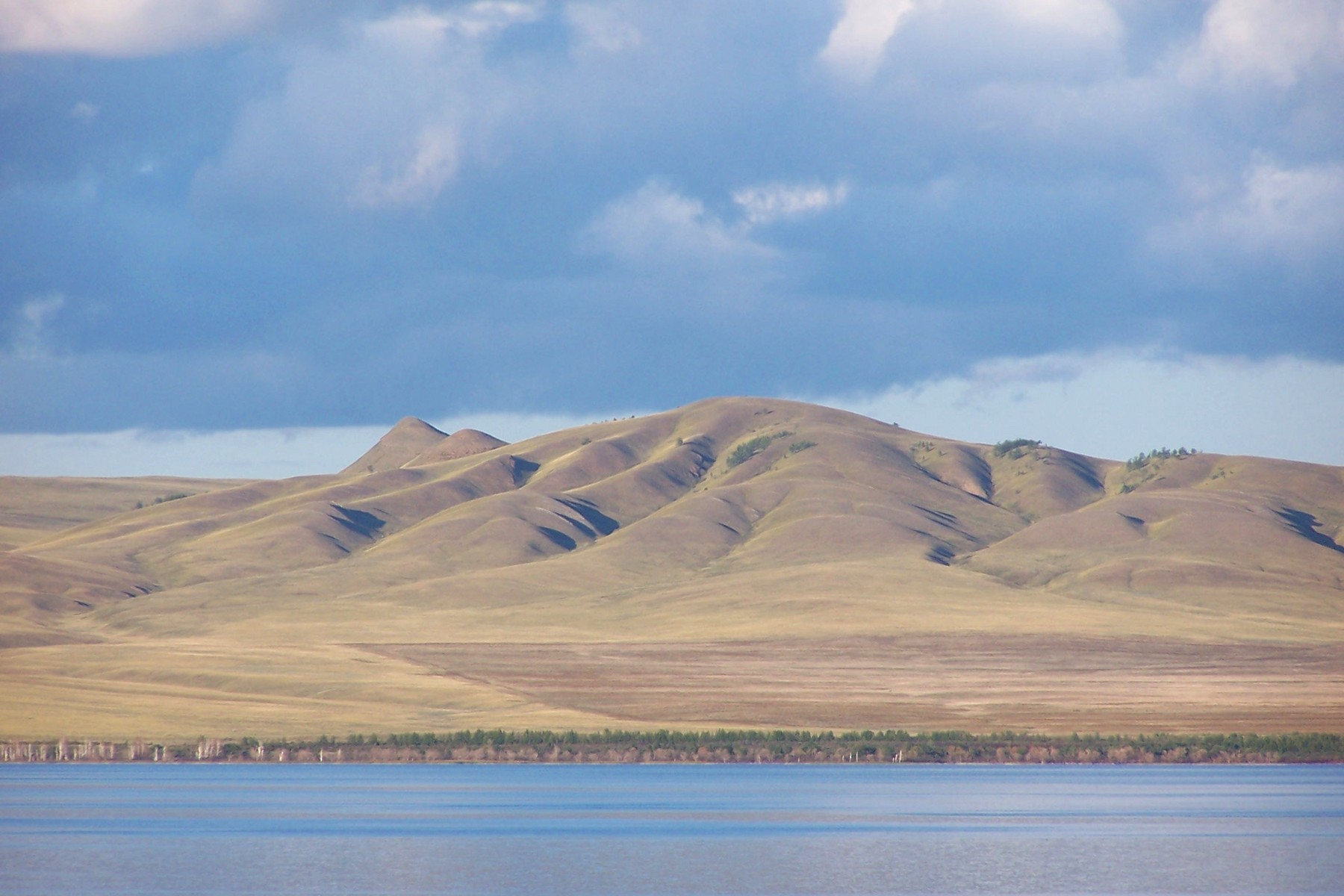
Целебное озеро Шира

Туризм в Хакасии — отрасль экономики Хакасии.
Особо охраняемые природные территории занимают 7,6 % площади республики, в которой расположено более 30 тыс. памятников.

## Объекты археологии

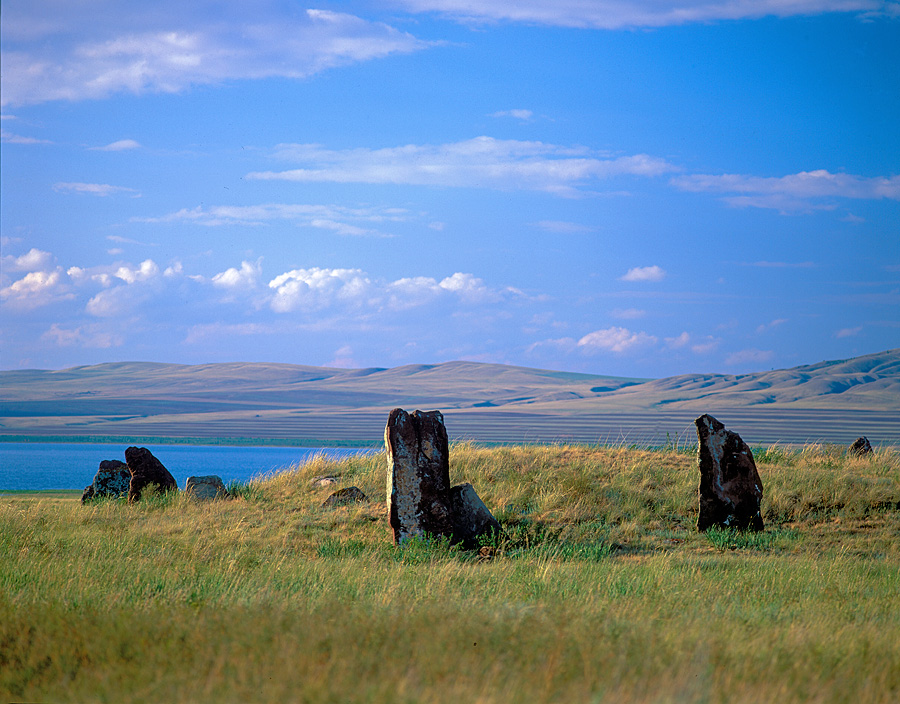
Могильные камни в Хакасском заповеднике

Хакасия — регион, где находится множество наскальных рисунков и древних крепостей, курганные поля образуют основной ландшафт региона. Наиболее известны Большой Салбыкский курган, Сулекская, Боярская и Подкунинская писаница, археологические памятники горной системы Сундуки, средневековые валы крепости Оглахты и более сорока сохранившихся крепостей и святилищ, из которых десять археологически исследованы (например Чебаки, Устанах, Чиланных таг, Хазынхыр и другие), средневековые могильники Копёнский и Уйбатский чаатас.
В западной части Хакасии расположен Хакасский республиканский национальный музей-заповедник. Каменное божество, известное как покровительница материнства Улуг Хуртуях тас, находится близ аала Анхаков. Ещё одним памятником бронзового века является Туимское кольцо (Ширинский район).

## Озёра Хакасии

Озеро Ханкуль

В республике известно более 500 озёр. Озеро Шира — самый известный лечебный водоём Хакасии. Вода озера Белё обладает свойствами, близкими водам курорта «Карловы Вары». К местам отдыха также относятся озёра Баланкуль, Ивановские озёра, Маранкуль, Ханкуль, Матарак, Тус, Шунет, Фыркал, Иткуль, Чёрное, Утичьи и Ивановские озёра.

Особую природно- и культурно-охранную роль играет Хакасский заповедник и его достопримечательности.
Рукотворный Туимский провал используется для экстремального спорта. Спелеологический туризм связан с посещением пещер Ефремкинского карстового участка, таких как Ящик Пандоры, Кашкулакская и других.

## Горнолыжный туризм
В 120 километрах от Абакана расположен горнолыжный комплекс «Гладенькая». Работает горнолыжный лагерь «Приисковый» для любителей фрирайда.

## Событийный туризм
Основные праздники и фестивали: хакасский Новый год — «Чыл Пазы», «Тун Пайрам» — праздник первого айрана, (международный эколого-этнический театральный фестиваль «Чир Чайаан», обрядовый праздник «Кюн Пазы» (день большого Солнца), международный форум «Историко-культурное наследие как ресурс социокультурного наследия», республиканский праздник урожая «Уртун Тойы».

## Музеи
Хакасский национальный краеведческий музей имени Л.Р. Кызласова является визитной карточкой республики. В настоящее время фонд музея насчитывает более 130 единиц хранения. Это предметы археологии, этнографии, искусства, естественнонаучные коллекции, документы, редкие книги, нумизматика и др.

## Музеи под открытым небом
- Музей «Хуртуях тас»
- Музей «Древние курганы Салбыкской степи»
- Музей «Усть-сос»
- Музей «Сундуки»
- Полтаковский музей наскального искусства «Хайа хоос»

## Заповедники
- Хакасский национальный музей-заповедник «Казановка»
- Государственный природный заповедник «Хакасский»

## Памятники архитектуры
- Дом Иваницкого

## Статистика
Ежегодно поток туристов в Хакасию увеличивается на 12-15%. Так, в 2014 году Республику Хакасия посетило примерно 470,000 туристов.